# ديفيد أنكروم
ديفيد أنكروم (بالإنجليزية: David Ancrum)‏ مواليد 9 يونيو 1958 في نيويورك، هو مدرب كرة سلة أمريكي ولاعب سابق. بدأ مسيرته الاحترافية في سنة 1984. يبلغ طوله 6 قدم 4 بوصة (1.9 م). لعب مع مكابي تل أبيب لكرة السلة كما لعب مع فريق سافانا سبيريت. اعتزل اللعب في 1996.